# Tweede divisie 2024/25
Het seizoen 2024/25 was het drieëntwintigste seizoen in het bestaan van de Nederlandse Tweede Divisie. De voetbalcompetitie, georganiseerd door de KNVB, is het derde niveau binnen het Nederlandse voetbal, achter de eerste divisie en voor de derde divisie. De Tweede divisie bestond dit seizoen uit achttien teams waarvan zestien eerste teams (standaardteams) en twee beloftenteams.
Het seizoen ging van start op 24 augustus 2024 en de laatste speelronde werd op 24 mei 2025 gespeeld.

## Opzet
Het is van belang of we met een eerste team (standaardteam) van een voetbalvereniging of met een beloftenteam te maken hebben. Voor dit seizoen speelden er in de tweede divisie twee beloftenteams, te weten Jong Sparta Rotterdam en Jong Almere City FC.
Voor promotie geldt:
- Indien het laagst geëindigde beloftenteam in de eerste divisie op de plaatsen negentien of twintig eindigt, promoveert een belofteploeg rechtstreeks vanuit de tweede divisie als die op plaats één of twee eindigt.
- Indien het laagst geëindigde beloftenteam in de eerste divisie op de plaatsen elf tot en met achttien eindigt en een beloftenteam wordt kampioen in de tweede divisie, vindt er een beslissingswedstrijd plaats om één plaats in de eerste divisie.
- Indien het laagst geëindigde beloftenteam in de eerste divisie in het linkerrijtje (top tien) eindigt, vindt er geen promotie en degradatie plaats tussen de eerste divisie en tweede divisie.

Voor degradatie geldt:
- De twee standaardteams die, uitgaande van alleen de eerste teams, als zestiende en zeventiende eindigen, spelen een nacompetitie voor klassebehoud met de periodekampioenen van de derde divisie om één plaats in de tweede divisie.
- Het standaardteam dat, uitgaande van alleen de eerste teams, als achttiende eindigt, degradeert naar de derde divisie.
- Indien het laagst geëindigde beloftenteam in de tweede divisie op de plaatsen zeventien of achttien eindigt, degradeert het direct naar de Onder 21-competitie.
- Indien het laagst geëindigde beloftenteam in de tweede divisie op de plaatsen tien tot en met zestien eindigt, speelt het een beslissingswedstrijd tegen de kampioen van de Onder 21-competitie voor één plaats in de tweede divisie.
- Indien het laagst geëindigde beloftenteam in de tweede divisie in het linkerrijtje (top negen) eindigt, vindt er geen promotie en degradatie plaats tussen de tweede divisie en de Onder 21-competitie.

## Speeldagen
In het algemeen werden wedstrijden tussen twee zaterdagploegen op zaterdagmiddag, tussen een zaterdag- en zondagploeg op zaterdagavond, tussen twee zondagploegen op zondagmiddag en tussen twee belofteploegen op een zaterdag of zondag gespeeld.

## Ploegen
| Ploeg                 | Plaats          | Accommodatie                 | Cap.  | Speeldag  |
| --------------------- | --------------- | ---------------------------- | ----- | --------- |
| ACV                   | Assen           | Sportpark ICT Specialist     | 5.000 | Zaterdag* |
| ADO '20               | Heemskerk       | Sportpark de Vlotter         | 4.500 | Zondag    |
| AFC                   | Amsterdam       | Sportpark Goed Genoeg        | 3.000 | Zondag    |
| BVV Barendrecht       | Barendrecht     | Sportpark De Bongerd         | 1.800 | Zaterdag* |
| Excelsior Maassluis   | Maassluis       | Sportpark Dijkpolder         | 5.000 | Zaterdag* |
| GVVV                  | Veenendaal      | Sportpark Panhuis            | 4.500 | Zaterdag* |
| HHC Hardenberg        | Hardenberg      | Sportpark De Boshoek         | 4.500 | Zaterdag* |
| Koninklijke HFC       | Heemstede**     | Sportpark Groenendaal**      | ?     | Zondag    |
| Jong Almere City      | Almere          | Yanmar Stadion               | 4.000 | Zaterdag  |
| Jong Sparta Rotterdam | Rotterdam       | Sportcomplex Nieuw Terbregge | 5.000 | Zaterdag  |
| VV Katwijk            | Katwijk-Noord   | Sportpark De Krom            | 6.000 | Zaterdag* |
| VV Noordwijk          | Noordwijk       | Sportpark Duinwetering       | 6.100 | Zaterdag* |
| Quick Boys            | Katwijk aan Zee | Sportpark Nieuw Zuid         | 8.100 | Zaterdag* |
| Rijnsburgse Boys      | Rijnsburg       | Sportpark Middelmors         | 6.100 | Zaterdag* |
| SVV Scheveningen      | Den Haag        | Sportpark Houtrust           | 3.500 | Zaterdag* |
| SV Spakenburg         | Spakenburg      | Sportpark De Westmaat        | 8.200 | Zaterdag* |
| De Treffers           | Groesbeek       | Sportpark Zuid               | 4.000 | Zondag    |
| RKAV Volendam         | Volendam        | KWABO-stadion                | 6500  | Zaterdag* |

* Principiële zaterdagclubs spelen hun wedstrijden altijd op zaterdag.
** Koninklijke HFC speelt dit seizoen op Sportpark Groenendaal van RCH in Heemstede, vanwege een verbouwing van het eigen Sportpark Spanjaardslaan in Haarlem.

## Stand
| Pos | Team                      | Wed | W  | G  | V  | Ptn | DV | DT | +/− | Promotie, kwalificatie of degradatie                                              |
| --- | ------------------------- | --- | -- | -- | -- | --- | -- | -- | --- | --------------------------------------------------------------------------------- |
| 1   | Quick Boys (K)            | 34  | 25 | 4  | 5  | 79  | 81 | 33 | +48 | Kampioen, zonder promotie. Vrijstelling van voorrondes KNVB Bekertoernooi 2025/26 |
| 2   | Rijnsburgse Boys          | 34  | 22 | 6  | 6  | 72  | 80 | 38 | +42 | Vrijstelling van voorrondes KNVB Bekertoernooi 2025/26                            |
| 3   | AFC                       | 34  | 20 | 5  | 9  | 65  | 68 | 40 | +28 | Vrijstelling van voorrondes KNVB Bekertoernooi 2025/26                            |
| 4   | VV Katwijk                | 34  | 17 | 7  | 10 | 58  | 58 | 49 | +9  | Vrijstelling van voorrondes KNVB Bekertoernooi 2025/26                            |
| 5   | SV Spakenburg             | 34  | 17 | 6  | 11 | 57  | 66 | 44 | +22 |                                                                                   |
| 6   | Jong Almere City          | 34  | 16 | 8  | 10 | 56  | 88 | 53 | +35 |                                                                                   |
| 7   | GVVV                      | 34  | 16 | 5  | 13 | 53  | 57 | 57 | 0   |                                                                                   |
| 8   | Koninklijke HFC           | 34  | 14 | 10 | 10 | 52  | 43 | 37 | +6  |                                                                                   |
| 9   | BVV Barendrecht           | 34  | 14 | 6  | 14 | 48  | 55 | 60 | −5  |                                                                                   |
| 10  | De Treffers               | 34  | 13 | 9  | 12 | 48  | 62 | 69 | −7  |                                                                                   |
| 11  | HHC Hardenberg            | 34  | 14 | 5  | 15 | 47  | 43 | 50 | −7  |                                                                                   |
| 12  | ACV                       | 34  | 12 | 7  | 15 | 43  | 43 | 53 | −10 |                                                                                   |
| 13  | RKAV Volendam             | 34  | 12 | 5  | 17 | 41  | 62 | 74 | −12 |                                                                                   |
| 14  | Excelsior Maassluis       | 34  | 10 | 9  | 15 | 39  | 32 | 48 | −16 |                                                                                   |
| 15  | VV Noordwijk (R)          | 34  | 10 | 8  | 16 | 38  | 64 | 69 | −5  | Promotie-/degradatiewedstrijden met derdedivisionisten                            |
| 16  | Jong Sparta Rotterdam (O) | 34  | 12 | 2  | 20 | 38  | 65 | 76 | −11 | Promotie-/degradatiewedstrijden met kampioen Onder 21                             |
| 17  | SVV Scheveningen (R)      | 34  | 4  | 4  | 26 | 16  | 24 | 76 | −52 | Promotie-/degradatiewedstrijden met derdedivisionisten                            |
| 18  | ADO '20 (R)               | 34  | 3  | 4  | 27 | 13  | 25 | 90 | −65 | Degradatie naar de Derde divisie                                                  |

1. ↑  Winnaar eerste (speelronde 1-12) en derde periodetitel (speelronde 24-34)
2. ↑  Winnaar tweede periodetitel (speelronde 13-23)

## Programma/uitslagen
| Thuis \ Uit           | ACV | ADO | AFC | BVV | GVV | EXM | HFC | HHC | JAL | JSP | KAT | NOO | QUI | RIJ | SCH | SPA | TRE | VOL |
| --------------------- | --- | --- | --- | --- | --- | --- | --- | --- | --- | --- | --- | --- | --- | --- | --- | --- | --- | --- |
| ACV                   |     | 2–0 | 3–2 | 0–1 | 2–0 | 0–1 | 0–2 | 0–1 | 3–3 | 3–0 | 5–1 | 1–6 | 1–2 | 1–1 | 1–0 | 1–2 | 0–1 | 1–2 |
| ADO '20               | 0–1 |     | 1–3 | 1–1 | 1–2 | 0–4 | 0–1 | 0–2 | 1–3 | 1–4 | 0–1 | 0–3 | 0–2 | 0–5 | 3–0 | 1–6 | 0–3 | 3–3 |
| AFC                   | 1–1 | 3–0 |     | 2–2 | 2–1 | 1–1 | 2–2 | 4–0 | 2–0 | 2–0 | 1–4 | 2–1 | 2–0 | 3–1 | 5–0 | 1–0 | 1–1 | 2–1 |
| BVV Barendrecht       | 2–0 | 5–1 | 1–3 |     | 3–1 | 2–0 | 3–2 | 2–1 | 0–5 | 5–3 | 1–2 | 2–2 | 0–2 | 1–3 | 2–1 | 2–2 | 5–1 | 4–1 |
| GVVV                  | 1–2 | 5–1 | 2–1 | 2–1 |     | 1–0 | 3–1 | 2–1 | 3–3 | 3–0 | 0–3 | 1–3 | 0–1 | 2–2 | 4–0 | 3–1 | 0–0 | 2–5 |
| Excelsior Maassluis   | 1–1 | 2–0 | 0–2 | 1–2 | 0–1 |     | 0–0 | 1–0 | 0–2 | 0–3 | 1–1 | 1–1 | 0–2 | 1–0 | 2–1 | 3–1 | 0–2 | 1–0 |
| Koninklijke HFC       | 0–1 | 0–0 | 1–0 | 0–0 | 4–1 | 3–0 |     | 4–0 | 2–1 | 1–0 | 0–0 | 2–0 | 1–2 | 1–1 | 2–1 | 0–0 | 0–3 | 1–1 |
| HHC Hardenberg        | 3–0 | 1–0 | 0–2 | 3–1 | 1–1 | 1–1 | 1–2 |     | 0–0 | 5–1 | 1–2 | 2–0 | 1–0 | 1–5 | 1–0 | 3–1 | 2–3 | 2–0 |
| Jong Almere City      | 6–0 | 5–0 | 0–2 | 1–1 | 4–1 | 1–1 | 1–2 | 2–1 |     | 3–4 | 1–2 | 4–1 | 5–1 | 2–3 | 0–1 | 3–1 | 3–3 | 3–1 |
| Jong Sparta Rotterdam | 0–2 | 1–2 | 4–2 | 2–0 | 1–2 | 2–0 | 3–1 | 1–2 | 3–3 |     | 1–1 | 4–2 | 1–4 | 2–3 | 0–2 | 0–5 | 1–2 | 1–3 |
| VV Katwijk            | 2–2 | 3–1 | 0–1 | 4–1 | 2–4 | 0–1 | 0–1 | 1–0 | 0–4 | 2–4 |     | 3–2 | 1–4 | 1–0 | 2–0 | 2–1 | 2–3 | 2–3 |
| VV Noordwijk          | 1–2 | 1–1 | 3–2 | 1–2 | 0–1 | 2–2 | 3–1 | 1–3 | 1–4 | 4–2 | 3–3 |     | 0–5 | 1–2 | 2–0 | 2–2 | 4–0 | 4–2 |
| Quick Boys            | 3–1 | 3–0 | 2–1 | 4–0 | 0–2 | 4–2 | 1–0 | 4–0 | 3–3 | 4–0 | 1–1 | 3–2 |     | 0–1 | 1–1 | 1–0 | 6–1 | 4–1 |
| Rijnsburgse Boys      | 2–0 | 4–2 | 3–1 | 2–0 | 3–1 | 4–0 | 2–0 | 0–0 | 4–2 | 1–0 | 1–2 | 3–4 | 0–1 |     | 4–1 | 4–1 | 2–1 | 5–1 |
| SVV Scheveningen      | 1–2 | 3–0 | 0–3 | 0–1 | 0–2 | 1–0 | 1–1 | 1–2 | 1–4 | 0–8 | 0–3 | 2–2 | 1–3 | 0–3 |     | 0–1 | 1–2 | 0–2 |
| SV Spakenburg         | 1–1 | 4–2 | 1–2 | 4–1 | 3–0 | 4–1 | 3–1 | 2–0 | 2–0 | 3–1 | 0–0 | 2–1 | 2–2 | 1–2 | 1–0 |     | 1–3 | 4–0 |
| De Treffers           | 1–1 | 1–2 | 3–5 | 1–0 | 2–2 | 3–4 | 1–1 | 2–2 | 0–3 | 2–5 | 1–3 | 2–0 | 2–3 | 2–2 | 2–2 | 0–2 |     | 3–2 |
| RKAV Volendam         | 3–2 | 3–1 | 1–0 | 2–1 | 4–1 | 0–0 | 2–3 | 4–0 | 3–4 | 1–3 | 0–2 | 1–1 | 0–3 | 2–2 | 5–2 | 1–2 | 2–5 |     |

1. ↑  De wedstrijd tussen ADO '20 en Excelsior Maassluis van 7 december 2024 werd afgelast, wegens een sterfgeval in de familie van de assistent-trainer van ADO '20. De wedstrijd werd op 4 februari 2025 ingehaald.[4]
2. ↑  De wedstrijd tussen VV Noordwijk en Quick Boys zou oorspronkelijk op 24 augustus 2024 gespeeld worden, maar kon toen nog niet gespeeld worden omdat het nieuwe hoofdveld van VV Noordwijk nog niet opgeleverd was. Daarop werd de wedstrijd verplaatst naar 2 november 2024.[5][6]
3. ↑  Wegens een nog niet speelklaar veld van De Treffers werd de wedstrijd tussen De Treffers en ADO '20 van 25 augustus 2024 afgelast en later verplaatst naar 3 november 2024.[7][8]
4. ↑  De wedstrijd tussen De Treffers en Quick Boys van 11 januari 2025 werd afgelast, omdat het veld door vorst en sneeuwval niet bespeelbaar was.[9] De wedstrijd werd op 29 maart 2025 ingehaald.

1956/57 · 
1957/58 · 
1958/59 · 
1959/60 · 
1960/61 · 
1961/62 · 
1962/63 · 
1963/64 · 
1964/65 · 
1965/66 · 
1966/67 · 
1967/68 · 
1968/69 · 
1969/70 · 
1970/71 · 
2016/17 · 
2017/18 · 
2018/19 ·
2019/20 ·
2020/21 ·
2021/22 ·
2022/23 ·
2023/24 ·
2024/25 ·
2025/26